# Serranía de El Bala
La Serranía de El Bala, a veces llamada Serranía del Bala, es una cadena montañosa subandina en el oeste de Bolivia. Administrativamente está ubicada en las provincias de Iturralde y General José Ballivián en los departamentos de La Paz y el Beni respectivamente. Cerca a la serranía se encuentran las localidades de San Miguel del Bala, Real Beni, San Buenaventura y Rurrenabaque.
En la cresta de la serranía de El Bala está presente el bosque bajo semidenso.
Desde principios del siglo XX, con el primer auge de la quina, se dio lugar a la fundación de comunidades indígenas asentadas a lo largo de los ríos, como el río Beni. En el río Beni, los tacana se asentaron entre los valles de la serranía de El Bala, así como la serranía el Susi.
En 1958 se presentó el proyecto hidroeléctrico El Bala, que preveía la construcción de una represa de 205 metros de altura en el angosto del Bala.

## Geografía
Por la ladera oriental de la serranía de El Bala bajan ríos o arroyos de la cuenca del río Yacuma, que continúan por la llanura de Moxos hasta el área de inundación del río Yacuma.
El río Beni atraviesa la serranía de El Bala por una garganta de 70 metros de ancho, llamada Angosto del Bala, flanqueada por acantilados casi verticales con una altura de 60 metros.

## Fauna
En la serranía de El Bala se encuentran nidos de 5 tipos de parabas diferentes.